# 混合猪笼草
混合猪笼草（学名：Nepenthes 'Mixta'）是猪笼草属的一个人工杂交种，通常被认为是由大猪笼草（N. maxima）和诺斯猪笼草（N. northiana）杂交产生的。有时它被视为泰德·佩恩猪笼草的异名。
市面上可能流通着几种不同个体的大猪笼草与诺斯猪笼草的杂交，它们都被标记为Nepenthes 'Mixta'。其中最原始的个体诞生于维多利亚时代，可能是一株雄性的N. northiana × maxima，多个与之同源的其他个体也被单独命名或被视作是混合猪笼草的栽培变种，包括：
N. × mixta Mast. cv. sanderiana Hort.
N. × mixta Mast. cv. sanguinea Hort.（=N. × mixta Mast.）
N. × mixta Mast. cv. superba Hort. （=N. × superba）
混合猪笼草曾经也常用于育种，虽然如今已不再常用，但是许多早期诞生的混合猪笼草的杂交种至今仍然被广泛栽培，如黛瑞安娜猪笼草。

## 历史
该品种是维奇苗圃的管理员乔治·蒂维所培育的第一种杂交猪笼草，于1893年上市。《园丁记事》曾经刊登过这一杂交种：
|  | 这是Tivey（所培育的）的第一个杂交种，Nepenthes × mixta，它是诺斯猪笼草和柯蒂斯猪笼草这两个美丽原种的后代，后者是这个杂交种的父本。正如预料的那样，这是一个优良的杂交种，捕虫笼长度往往在1英尺及以上，呈奶油黄色，像诺斯猪笼草一样，它的笼身也带有红色的斑点。笼翼短，具有深刻的锯齿状边缘；笼唇深红色，有着浓郁的光泽。 |

## 扩展阅读
- 食虫植物照片搜寻引擎中混合猪笼草的照片 （页面存档备份，存于）